# Самсоново (Крым)
Самсо́ново (до 1948 года Курулу́-Кипча́к, Курувлы́-Кыпча́к; укр. Самсонове, крымскотат. Quruvlı Qıpçaq, Къурувлы Къыпчакъ) — исчезнувшее село в Сакском районе Республики Крым (согласно административно-территориальному делению Украины — Автономной Республики Крым), располагавшееся в северной части района, в степном Крыму, примерно в 3,5 километрах северо-восточнее современного села Вересаево.

### Динамика численности населения
| - 1806 год — 56 чел. - 1864 год — 87 чел. - 1889 год — 115 чел. - 1892 год — 47 чел. - 1900 год — 159 чел. | - 1915 год — 11/101 чел. - 1926 год — 224 чел. - 1939 год — 243 чел. - 1989 год — 2 чел. |

## История
После присоединения Крыма к России (8) 19 апреля 1783 года, (8) 19 февраля 1784 года, именным указом Екатерины II сенату, на территории бывшего Крымского Ханства была образована Таврическая область и деревня была приписана к Евпаторийскому уезду. После Павловских реформ, с 1796 по 1802 год, входила в Акмечетский уезд Новороссийской губернии. По новому административному делению, после создания 8 (20) октября 1802 года Таврической губернии, Курулу-Кипчак был включён в состав Кудайгульской волости Евпаторийского уезда.

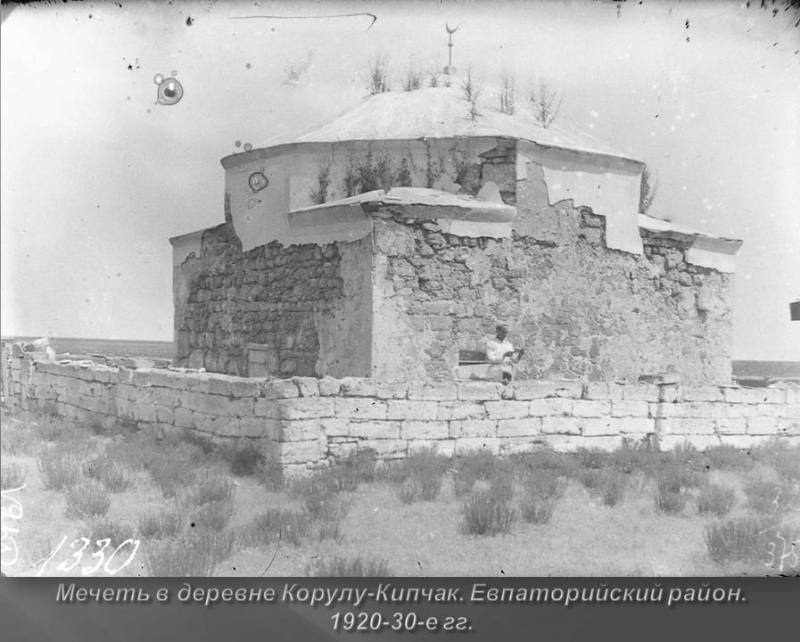
Мечеть в деревне Курулу-Кипчак, 1920-е г.

По Ведомости о волостях и селениях, в Евпаторийском уезде с показанием числа дворов и душ… от 19 апреля 1806 года, в деревне Кипчак числилось 10 дворов, 51 крымский татарин и 5 ясыров. На военно-топографической карте генерал-майора Мухина 1817 года деревня Кипчак обозначена с 21 дворами. После реформы волостного деления 1829 года Курулу, согласно «Ведомости о казённых волостях Таврической губернии 1829 года», остался в составе Кудайгульской волости. На карте 1836 года в деревне 14 дворов. Затем, видимо, вследствие эмиграции крымских татар в Турцию, деревня заметно опустела, и на карте 1842 года Курулу-Кипчак обозначен условным знаком «малая деревня» (это означает, что в нём насчитывалось менее 5 дворов).

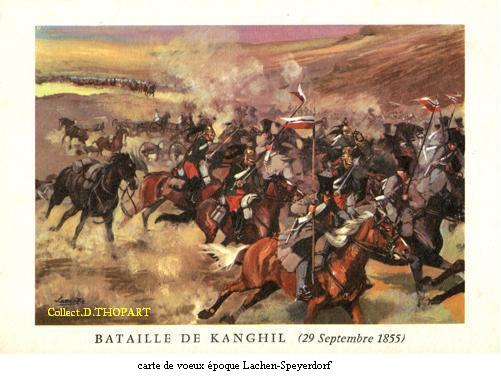
Бой при Кангиле.

31 октября 1855 года у Курулу-Кипчак Евпаторийский отряд русской армии под командованием Е. И. Гельфрейх имел бой с силами союзников.
В 1860-х годах, после земской реформы Александра II, деревню приписали к Чотайской волости. В «Списке населённых мест Таврической губернии по сведениям 1864 года», составленном по результатам VIII ревизии 1864 года, Курулу-Кипчак — владельческая татарская деревня, с 16 дворами, 87 жителями и мечетью при колодцах. По обследованиям профессора А. Н. Козловского 1867 года, вода в половине колодцев деревни была горькая и солёная, а их глубина достигала 30—40 саженей (64—85 м). На трёхверстовой карте Шуберта 1865—1876 годов в деревне обозначено 17 дворов. По «Памятной книге Таврической губернии 1889 года», включившей результаты Х ревизии 1887 года, в деревне Курулу-Кипчак числилось 16 дворов и 115 жителей. Согласно «…Памятной книжке Таврической губернии на 1892 год», в деревне Курулу-Кипчак, входившей в Иолчакский участок, было 47 жителей в 8 домохозяйствах.
Земская реформа 1890-х годов в Евпаторийском уезде прошла после 1892 года; в результате Курулу-Кипчак приписали к Сакской волости. По «…Памятной книжке Таврической губернии на 1900 год» в деревне числилось 159 жителей в 40 дворах. По Статистическому справочнику Таврической губернии. Ч.II-я. Статистический очерк, выпуск пятый Евпаторийский уезд, 1915 год, в деревне Курулу-Кипчак Сакской волости Евпаторийского уезда числилось 15 дворов (1 двор с землёй, 14 — безземельные) с смешанным населением в количестве 11 человек приписных жителей и 101 — «посторонних», из которых 73 мужчины и 49 женщин. Жители владели 1400 десятинами удобной земли. В хозяйствах имелось 104 лошади, 10 волов, 31 корова и 200 голов мелкого скота. Также была экономия Курулу-Кипчак — 1 двор без приписного населения.
После установления в Крыму Советской власти, по постановлению Крымревкома от 8 января 1921 года № 206 «Об изменении административных границ» была упразднена волостная система, и село вошло в состав Евпаторийского района Евпаторийского уезда, а в 1922 году уезды получили название округов. 11 октября 1923 года, согласно постановлению ВЦИК, в административное деление Крымской АССР были внесены изменения, в результате которых округа были отменены и произошло укрупнение районов: территорию округа включили в Евпаторийский район. Согласно Списку населённых пунктов Крымской АССР по Всесоюзной переписи 17 декабря 1926 года, в селе Курулу-Кипчак, в составе упразднённого к 1940 году Отешского сельсовета Евпаторийского района, числилось 46 дворов, все крестьянские, население составляло 224 человека, из них 85 татар, 80 украинцев, 44 эстонца, 12 немцев, 3 русских. По данным всесоюзной переписи населения 1939 года в селе проживало 243 человека.
Указом Президиума Верховного Совета РСФСР от 18 мая 1948 года, Курулу-Кипчак переименовали в Самсоново. Существует версия, что новое название присвоено в честь погибшего возле села партизана Федора Яковлевича Самсонова. С 25 июня 1946 года Самсоново — в составе Крымской области РСФСР, а 26 апреля 1954 года Крымская область была передана из состава РСФСР в состав УССР. Время включения в Вересаевский сельсовет пока не установлено: на 15 июня 1960 года село уже числилось в его составе. 1 января 1965 года, указом Президиума ВС УССР «О внесении изменений в административное районирование УССР — по Крымской области», Евпаторийский район был упразднён и село включили в состав Сакского района. По данным переписи 1989 года в селе проживало 2 человека. Ликвидировано согласно постановлению Верховной рады Украины от 22 сентября 2006 года как село Вересаевского сельсовета.